# Rothienorman
Rothienorman är en ort i Storbritannien.   Den ligger i kommunen Aberdeenshire och riksdelen Skottland, i den norra delen av landet, 700 km norr om huvudstaden London. Rothienorman ligger 119 meter över havet och antalet invånare är 585.
Terrängen runt Rothienorman är platt, och sluttar österut.Runt Rothienorman är det ganska glesbefolkat, med 43 invånare per kvadratkilometer. Närmaste större samhälle är Inverurie, 15,0 km söder om Rothienorman. Trakten runt Rothienorman består till största delen av jordbruksmark.